# Bariumsulfid
Bariumsulfid är en kemisk förening av barium och svavel med formeln BaS.

## Historia
Upptäckten av bariumsulfid brukar tillskrivas den italienske alkemisten Vincentius Casciorolus. År 1602 presenterade han ett fosforescerande material för alkemisterna i Bologna som han kallade lapis solaris och som skulle ha framställts av mineralet baryt (tungspat).
Hur Vincentius gjorde för att reducera bariumsulfatet i baryt till bariumsulfid är okänt, men drygt hundra år senare framställde den tyske kemisten Andreas Sigismund Marggraf bariumsulfid genom att hetta upp tungspat och vetemjöl.

## Framställning
Bariumsulfid framställs genom att reducera bariumsulfat (BaSO4) med kol.
{\displaystyle {\rm {BaSO_{4}+2\ C\rightarrow BaS+2\ CO_{2}}}}